# مالک بیل روغلو
مالک بیل روغلو (انگلیسی: Malik Beyleroğlu؛ زادهٔ ۲۱ ژانویهٔ ۱۹۷۰) بوکسور اهل ترکیه است.